# Formatting Output Specification Instance
Formatting Output Specification Instance (FOSI) war eine der ersten Stylesheet-Spracheen. Diese dienen generell dazu, das konkrete Layout eines digitalen Textes getrennt vom Text festzulegen. Damit Texte dem Stylesheet entsprechend dargestellt werden konnten, mussten bei Verwendung von FOSI die Texte im SGML-Format strukturell markiert („getaggt“) sein. FOSI war also eine Möglichkeit festzulegen, wie z. B. eine Überschrift oder ein Absatz aussieht.
FOSI wurde Mitte der 1980er Jahre vom US-Verteidigungsministerium entwickelt und gilt als Vorgänger von dem heute nicht mehr gebräuchlichen DSSSL Format, welches wiederum die Basis der Extensible Stylesheet Language (XSL) bildete, einem bis heute akzeptierten und gängigen Standard zur Beschreibung von Satzanweisungen für Dokumente.
FOSI-Anweisungen waren selbst wieder in SGML verfasst, eine Idee, die später bei XSL erneut aufgegriffen wurde.